# ميري (ماليزيا)

## المدن التوأمة
مدينة سينغكوانغ هي مدينة توأمة لـميري (ماليزيا).

## أعلام
- شون مالوني
- جورج تشان هونج نام
- الكسندر ادموندسون